# Dave Sabo
Dave Sabo, artistnamn "The Snake", född David Michael Sabo den 16 september 1964 i Perth Amboy, New Jersey och uppväxt i Sayreville i samma delstat, är en amerikansk gitarrist. Han är mest känd som gitarrist i Skid Row tillsammans med Scotti Hill.